# Fernandezina takutu
Fernandezina takutu är en spindelart som beskrevs av Cristian J. Grismado 2002. Fernandezina takutu ingår i släktet Fernandezina och familjen Palpimanidae.
Artens utbredningsområde är Guyana. Inga underarter finns listade i Catalogue of Life.